# Giải đua ô tô Công thức 1 Tây Ban Nha 2008

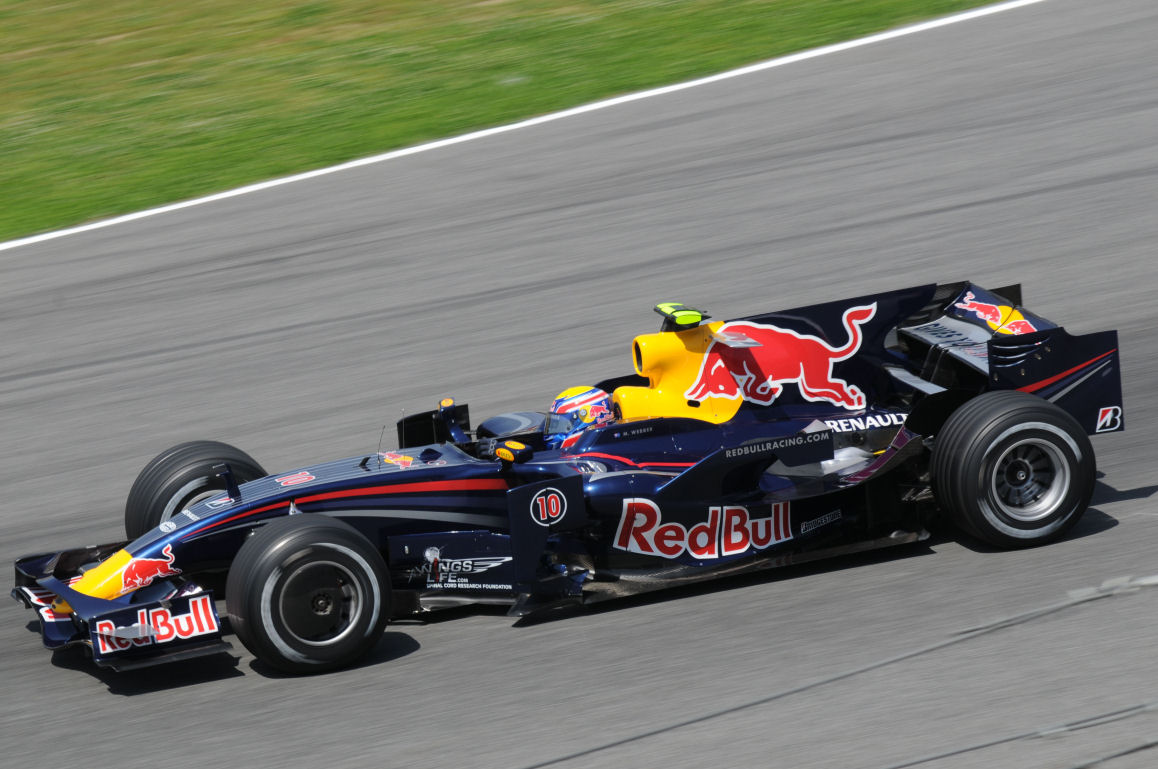
Giải đua ô tô Công thức 1 Tây Ban Nha 2008

Giải đua ô tô Công thức 1 Tây Ban Nha năm 2008 là chặng đua thứ tư của giải vô địch thế giới Công thức 1 năm 2008. Giải được tổ chức từ ngày 25 đến ngày 27 tháng 4 năm 2008.

## Vòng loại
| Vị trí | Số xe | Tay đua              | Đội đua             | Vòng 1   | Vòng 2   | Vòng 3   | Xuất phát |
| ------ | ----- | -------------------- | ------------------- | -------- | -------- | -------- | --------- |
| 1      | 1     | Kimi Räikkönen       | Ferrari             | 1:20.701 | 1:20.784 | 1:21.813 | 1         |
| 2      | 5     | Fernando Alonso      | Renault             | 1:21.347 | 1:20.804 | 1:21.904 | 2         |
| 3      | 2     | Felipe Massa         | Ferrari             | 1:21.528 | 1:20.584 | 1:22.058 | 3         |
| 4      | 4     | Robert Kubica        | BMW Sauber          | 1:21.423 | 1:20.597 | 1:22.065 | 4         |
| 5      | 22    | Lewis Hamilton       | McLaren-Mercedes    | 1:21.366 | 1:20.825 | 1:22.096 | 5         |
| 6      | 23    | Heikki Kovalainen    | McLaren-Mercedes    | 1:21.430 | 1:20.817 | 1:22.231 | 6         |
| 7      | 10    | Mark Webber          | Red Bull-Renault    | 1:21.494 | 1:20.984 | 1:22.429 | 7         |
| 8      | 11    | Jarno Trulli         | Toyota              | 1:21.158 | 1:20.907 | 1:22.529 | 8         |
| 9      | 3     | Nick Heidfeld        | BMW Sauber          | 1:21.466 | 1:20.815 | 1:22.542 | 9         |
| 10     | 6     | Nelson Piquet Jr.    | Renault             | 1:21.409 | 1:20.894 | 1:22.699 | 10        |
| 11     | 17    | Rubens Barrichello   | Honda               | 1:21.548 | 1:21.049 |          | 11        |
| 12     | 8     | Kazuki Nakajima      | Williams-Toyota     | 1:21.690 | 1:21.117 |          | 12        |
| 13     | 16    | Jenson Button        | Honda               | 1:21.757 | 1:21.211 |          | 13        |
| 14     | 12    | Timo Glock           | Toyota              | 1:21.427 | 1:21.230 |          | 14        |
| 15     | 7     | Nico Rosberg         | Williams-Toyota     | 1:21.472 | 1:21.349 |          | 15        |
| 16     | 14    | Sébastien Bourdais   | Toro Rosso-Ferrari  | 1:21.540 | 1:21.724 |          | 16        |
| 17     | 9     | David Coulthard      | Red Bull-Renault    | 1:21.810 |          |          | 17        |
| 18     | 15    | Sebastian Vettel     | Toro Rosso-Ferrari  | 1:22.108 |          |          | 18        |
| 19     | 21    | Giancarlo Fisichella | Force India-Ferrari | 1:22.516 |          |          | 19        |
| 20     | 20    | Adrian Sutil         | Force India-Ferrari | 1:23.224 |          |          | 20        |
| 21     | 19    | Anthony Davidson     | Super Aguri-Honda   | 1:23.318 |          |          | 21        |
| 22     | 18    | Takuma Sato          | Super Aguri-Honda   | 1:23.496 |          |          | 22        |

## Xếp hạng chi tiết
| TT      | Số xe | Tay đua              | Đội đua             | Vòng | Thời gian/Bỏ cuộc | Xuất phát | Điểm |
| ------- | ----- | -------------------- | ------------------- | ---- | ----------------- | --------- | ---- |
| 1       | 1     | Kimi Räikkönen       | Ferrari             | 66   | 1:38:19.051       | 1         | 10   |
| 2       | 2     | Felipe Massa         | Ferrari             | 66   | + 3.228           | 3         | 8    |
| 3       | 22    | Lewis Hamilton       | McLaren-Mercedes    | 66   | + 4.187           | 5         | 6    |
| 4       | 4     | Robert Kubica        | BMW Sauber          | 66   | + 5.694           | 4         | 5    |
| 5       | 10    | Mark Webber          | Red Bull-Renault    | 66   | + 35.938          | 7         | 4    |
| 6       | 16    | Jenson Button        | Honda               | 66   | + 53.010          | 13        | 3    |
| 7       | 8     | Kazuki Nakajima      | Williams-Toyota     | 66   | + 58.244          | 12        | 2    |
| 8       | 11    | Jarno Trulli         | Toyota              | 66   | + 59.435          | 8         | 1    |
| 9       | 3     | Nick Heidfeld        | BMW Sauber          | 66   | + 1:03.073        | 9         |      |
| 10      | 21    | Giancarlo Fisichella | Force India-Ferrari | 65   | + 1 vòng          | 19        |      |
| 11      | 12    | Timo Glock           | Toyota              | 65   | + 1 vòng          | 14        |      |
| 12      | 9     | David Coulthard      | Red Bull-Renault    | 65   | + 1 vòng          | 17        |      |
| 13      | 18    | Takuma Sato          | Super Aguri-Honda   | 65   | + 1 vòng          | 22        |      |
| Bỏ cuộc | 7     | Nico Rosberg         | Williams-Toyota     | 41   | Động cơ           | 15        |      |
| Bỏ cuộc | 5     | Fernando Alonso      | Renault             | 34   | Động cơ           | 2         |      |
| Bỏ cuộc | 17    | Rubens Barrichello   | Honda               | 34   | Va chạm           | 11        |      |
| Bỏ cuộc | 23    | Heikki Kovalainen    | McLaren-Mercedes    | 21   | Tai nạn (bánh)    | 6         |      |
| Bỏ cuộc | 19    | Anthony Davidson     | Super Aguri-Honda   | 8    | Tản nhiệt         | 21        |      |
| Bỏ cuộc | 14    | Sébastien Bourdais   | Toro Rosso-Ferrari  | 7    | Va chạm           | 16        |      |
| Bỏ cuộc | 6     | Nelson Piquet Jr.    | Renault             | 6    | Tai nạn           | 10        |      |
| Bỏ cuộc | 20    | Adrian Sutil         | Force India-Ferrari | 0    | Tai nạn           | 20        |      |
| Bỏ cuộc | 15    | Sebastian Vettel     | Toro Rosso-Ferrari  | 0    | Tai nạn           | 18        |      |